# تشنگی

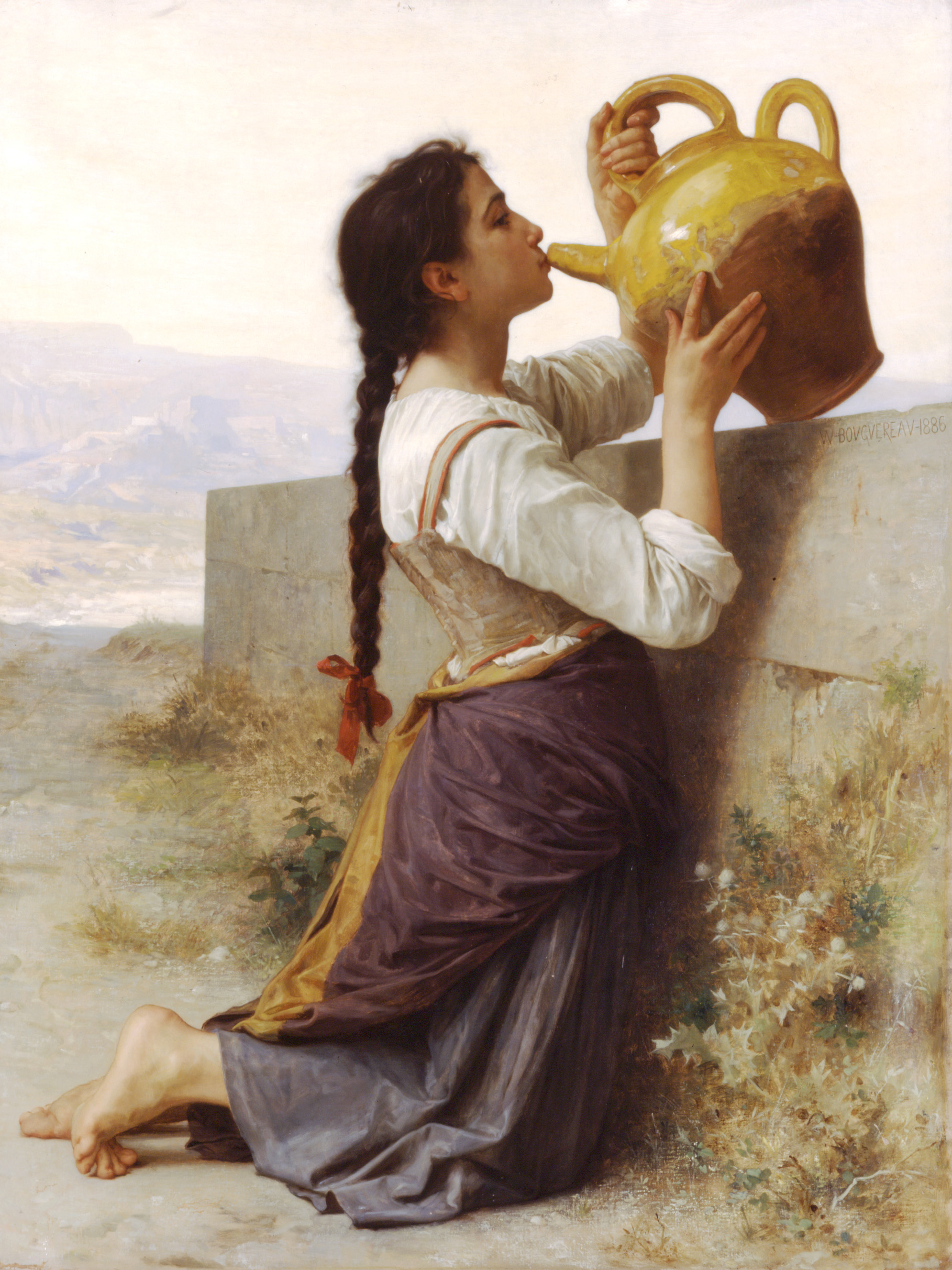

تشنگی یا عطش (انگلیسی: Thirst) به احساس نیاز برای نوشیدن مایعات گفته می‌شود و میلی غریزی در جهت تثبیت تعادل مایعات بدن جانداران است.